# Церква Положення ризи Пресвятої Богородиці (Волощина)
Церква Положення ризи Пресвятої Богородиці у Волощині — парафія і храм греко-католицької громади Бережанського деканату Тернопільсько-Зборівської архієпархії Української греко-католицької церкви в селі Волощина Тернопільського району Тернопільської области.

## Історія церкви
Будівництво храму тривало з 1995 по 2005 рік. Архітектором був Аполінарій Осадца, родина якого стала головним жертводавцем разом з мешканцями села Волощина та навколишніх сіл.
Парафія почала діяти з 1991 року.
У липні 2005 року храм освятив єпископ Василій Семенюк.
При парафії діють спільноти «Матері в молитві» та братство «Апостольство молитви».
На території парафії встановлено хрест-пам'ятник на честь скасування панщини та хрест воїнам УПА.

## Парохи
- о. Володимир Заболотний (1991—1993),
- о. Василь Яремко (1994—1995),
- о. Роман Маслій (1996),
- о. Ярослав Чайковський (з 1997).